# ČD Bus
ČD Bus a.s. je český autobusový dopravce, dceřiná společnost Českých drah. Společnost vznikla k 1. srpnu 2022 sloučením dopravce Vydos Bus a firmy ČD Reality.  Sídlo hlavní provozovny je ve Vyškově a sídlo společnosti v Olomouci. ČD Bus zajišťuje náhradní autobusovou dopravu při mimořádnostech či výlukách primárně společnosti České dráhy. V případě přerušení železničního provozu může ČD Bus zahájit náhradní autobusovou dopravu i pro více dopravců. ČD Bus vznikl z důvodu snížení nákladů na náhradní autobusovou dopravu. ČD Bus převzal provoz vyškovské MHD.